# モンキーパーマ
『TEAM NACS×人形劇×西遊記 西遊記外伝 モンキーパーマ』（チームナックス にんぎょうげき さいゆうき さいゆうきがいでん モンキーパーマ）は、主に独立局を中心に放送されている人形劇シリーズである。2013年10月から12月までSeason1、2014年4月から6月までSeason2、2015年7月から9月までSeason3が放送された。

## 概要
TEAM NACSのメンバー（森崎博之・安田顕・戸次重幸・大泉洋・音尾琢真）が出演する、西遊記をモチーフにした人形劇である。
番組構成は、スタッフと話しているような悟空の一人しゃべりからオープニングをはさみ客が来るまでのAパート、客として来た妖怪の正体を暴き成仏させるまでのBパート、お釈迦様による総括（Season2では三蔵が経典の言葉を思い出す）のCパート、悟空がその回のサブタイトルになっている歌を口ずさみながら成仏させた妖怪に思いを馳せるDパートの4部構成となっており、Dパートの最後には、エンディング曲を担当している音尾が扮する「オッティ・オットマン」に山本舞衣子がインタビューなどをする（Season2では「オッティ・オットマン」とTEAM NACSのメンバー1人ずつが対談する）というミニコーナーがある。
またSeason1の第3話からは、オープニング後のあらすじ紹介部分に三蔵一行の5人それぞれの紹介映像が追加された。

## あらすじ
Season1
天竺で経典を手に入れた迄は良いものの、その帰路につくや否や筋斗雲がエンストしてしまった西遊記一行は、エネルギーとなる「徳」を手に入れるため、天竺から徒歩15分のお釈迦様が経営しているという喫茶店「ゴー・ダイ・ゴー」でアルバイトをすることになる。
筋斗雲を動かすためには20徳を貯める必要があり、「ゴー・ダイ・ゴー」に客として現れる妖怪を退治することなどでお釈迦様から「徳」を得ることとなる。ただし、毎回何徳が与えられるかは、お釈迦様の裁量次第となる。
Season2
喫茶店「ゴー・ダイ・ゴー」から徒歩で3か月かけてやってきた「ゴー・ダイ・ゴー」2号店で働き始めた西遊記御一行。ところが、玉龍が大事な経典をトイレットペーパーの代わりに使ってしまった。そして、そのことを知らずに経典を狙う妖怪が現れる。
Season3
天竺から徒歩約1年の街の中華料理店「ゴー・ダイ・ゴー」で働き始めた西遊記御一行。そんな中、三蔵法師から与えられた課題は、この店の一人娘・平なみを正しい道に導くこと。いつも悩みを抱えるなみの心の隙を狙った妖怪が現れる。果たして、孫悟空達は、なみを正しい道に導くことが出来るのか？

## 登場人物・キャスト
一部の出演者とミニコーナーの出演者以外は、全て声での出演。TEAM NACSおよび三宅をはじめとして、出演者の殆どは、アミューズまたはCREATIVE OFFICE CUE（いずれも制作に参加）とその関連劇団（劇団スーパー・エキセントリック・シアター）の所属者である。

### 西遊記一行（「ゴー・ダイ・ゴー」従業員）
5人ともTEAM NACSメンバー。人形はそれぞれの演者の顔に似せて作られており、キャラクター設定も現実の演者の特徴や性格が反映されている。
- 孫悟空（そんごくう） - 大泉洋

本作の主人公。三蔵とともに旅をしてきた天然パーマの猿の妖怪。喫茶店の客として登場する妖怪を、毎回その巧みな話術で成仏させている。
動物全般が苦手であるが、特に猫が苦手。
妖怪退治の際の決め台詞は、「巻いて巻かれて巻かれて巻いて、口から生まれたパーマの猿が煙（けむ）に巻きますあなたの心、人呼んで斉天大聖、またの名を孫悟空」。Season2では、歌になっている。
紹介映像では「口八丁の手八丁、舌先三寸」と言われている。
- 三蔵法師（さんぞうほうし） - 森崎博之

天竺まで経典を貰いに来た僧侶。悟空曰く「エロくて偉い人」。他の人形より顔が一回り大きい。方言フェチ。登場時「扉をバーン」と叫びながら現れる。
頭の上の頭巾が妖怪アンテナになっており、店内に妖怪らしき人物がいると悟空に言われるとアンテナが伸び本人が「妖怪アンテナ・バリ3（さん）」と叫ぶ。ただし、その人物が本当に妖怪かどうかの確認には悟空を行かせる。
緊箍児（悟空の頭の輪っか）を締める呪文は「チリチリチリチリ…」、緩める場合は「チリチリ…」の最後に「パーマ」と叫ぶ。
紹介映像では「声と顔だけでっかいリーダー」と言われている。
- 沙悟浄（さごじょう） - 戸次重幸

三蔵とともに旅をしてきた河童の妖怪。人形の顔は直線的にデザインされており、左の肩当てにザクのようなスパイクがある。また、胸の部分に大砲が仕込まれている。ツインテールフェチ。
紹介映像では「残念、残念また残念、ザッツ残念」と言われている。
- 猪八戒（ちょはっかい） - 音尾琢真

三蔵とともに旅をしてきた豚の妖怪。まかないで作るカレーは絶品。鎖骨フェチ。Season2では、絶品の「ちりちり拉麺（ラーメン）」を開発している。
紹介映像では「目と目の距離は一万里、延々年下」と言われている。
- 玉龍（ぎょくりゅう） - 安田顕

三蔵の愛馬だが白馬ではなく普通の茶色い老馬。いつもけだるそうな渋い声でしゃべっている。このため、ラジオで「馬方謙三の試みの水平線」という番組を放送している（実際は三蔵が脱法妖術を使い玉龍にやらせているらしい）。時々タバコをくわえている。女性が裸足で踏んだぬかるみフェチ。
BパートのCM明けでの話数とサブタイトル（第3話以降は登場妖怪の名前も）は彼が読み上げている。
紹介映像では「老いぼれて、なお老いぼれて」と言われている。
最終回では経費削減のためのリストラと称して腕慢に中の人（操演者）もろとも倒されたが、20徳玉を食べケンタウロス玉龍として甦った。
本名は山田龍（やまだりゅう）だが十代の頃、政略結婚で玉（ぎょく）家の婿養子となり玉龍となったことがSeason2第11話で明らかとなった。
- マッチョ玉龍 - 安田顕（演・町井寿一）

バイモグラのエキスでマッチョになった玉龍。ただし見た目はマッチョな人が馬のマスクを被っているだけ。
- ケンタウロス玉龍 - 安田顕

20徳玉を食べ上半身が安田に似たケンタウロスの姿になって甦った玉龍。姿や声が若返っている。
Season2第1話の時点では、エネルギーを使い果たし元の玉龍に戻っているが、第7話や第11話、Season3第12話にも登場している。

### その他出演者
- ナレーション - 坂本知子

オープニング後のあらすじ（Season1第3話以降は登場人物紹介も）と妖怪が本性を現した際の紹介を担当。
Season1
- お釈迦様（おしゃかさま） - 三宅裕司

毎回、悟空が妖怪を倒した後に「ゴー・ダイ・ゴー」のモニター内に登場し、その回の批評をした後その働きぶりにより悟空たちに徳を与えている。
最終回で労働妖怪・腕慢が化けていたことが判明する。
- シャカパン - 廣井ゆう

お釈迦様と共にモニター内に登場する女子アナ。実質、徳は「徳」と書かれたピンポン玉を彼女が投げることにより悟空たちの元へ届けられている。
最終回では腕慢に搾取された17徳に今回の3徳を加えた20徳を20徳玉として与えている。
Season3にも度々登場している。
- 天竺NEWSのキャスター - 清野茂樹（2話）

天竺で放送されているテレビのニュースキャスター。人形ではなく本人が顔出し出演している。
- フェチガールズ - 石山蓮華、内村朱麗、高橋春留奈（5話）

腑得酊朱が悟浄・三蔵・悟空のフェチを暴こうとしたときに登場。人形ではなく本人が顔出し出演している。
- バイモグラ - 堀田勝（7話）

魔素裸男が悟空を男らしくしようとしたときに登場したモグラ。体内のエキスによってかみついた相手を男らしくする。
- 秘書ガールズ - 富田千穂、三村麻由美（9話）

勢令武狸帝の幻影の中に登場。人形ではなく本人が顔出し出演している。
Season2
- 親玉妖怪・閻魔体毛（えんまたいもう） - 小倉久寛

三蔵一行の持っている経典を狙う毛むくじゃらの悪い妖怪。本体は心も体も小さい毛玉のような妖怪。正体は喫茶ゴー・ダイ・ゴー2号店を右手に乗せた巨大な仏様。最後は店を持ったままいずこかへ飛び去ってしまった。
- ヒノキオ - 原将明（5話）

孤己弐居留世が連れている檜の人形。孤己弐居留世に承認されたことで鼻が伸び人格が生まれ、承認欲求をこじらせ天狗になっている。
- 3匹の子豚（8話）

亜威羅武優の子供で八戒に懐ていたが、店の中で暴れることで経典を奪おうとしていた。
Season3
- 平なみ（たいらなみ） - 戸松遥

中華料理店「ゴー・ダイ・ゴー」の一人娘で中学1年生。いたって普通で何の取り柄もないが、いつも何らかの悩みを抱えており毎回そこを妖怪に狙われる。
元の名は「華」だったが、父親が昔屋台をしていた時に来た客が並盛を頼み、その後その客が店に来て仕事が成功したとの話に感動し、子供の名前を「なみ」に変えた。
正体はお釈迦様の末裔であり、釈迦修行をしていたが第12話で釈迦となりシャカパンとともに去って行った。
- 妖怪・思春鬼（ししゅんき） - 佐古井隆之

毎回、なみの悩みを欲望に変え叶えさせようとさまざまなグッズを天存（あまぞん）から送ってくる。表立って登場していなかったため名前は明かされていなかったが、第12話で思春鬼（本名・思春鬼太郎）であることが判明した。また、なみの同級生で、彼女に想いを寄せていた。

### ゲスト妖怪
Season1
- 電子妖怪・照火司怨（てれびじおん） - 白倉裕二（1話）

テレビ好きの男がなった妖怪。相手をテレビかぶれにしてしまう。
- 母性妖怪・魔坐亞（まざあ） - 白土直子（2話）

母性の強すぎる女がなった妖怪。ニードルでチクチクすることで相手をファンシーな外見に変え、自身に懐かせてしまう。
- 占い妖怪・腐鳳中（ふぉーちゅん） - 中島奏（3話）

占いに依存しすぎる女がなった妖怪。相手の誕生日を聞きだし、その日のラッキーアイテムを高額で売りつける。
- 男子妖怪・茶威流怒（ちゃいるど） - 久ヶ沢徹（4話）

大人になりたくない男がなった妖怪。相手を子供返りさせる。また、悟空をひょうたんに閉じ込めたうえで、他の4人を仲違いさせようとしていた。
- 執着妖怪・腑得酊朱（ふぇてぃっしゅ） - 大内厚雄（5話）

自身のフェチを否定された男がなった妖怪。天竺フェティシズム協会会長。相手のフェチを暴き、そのフェチに目覚めさせる。ただし、悟空のフェチだけは暴けなかった。
- 正義妖怪・照恵魅寿（てーみす） - 南波有沙（6話）

正義感の強すぎる女がなった妖怪。電凸を依頼し悟空たちがクレームの電話対応におわれているすきに、三蔵を正義の味方「三蔵リーダー」に改造した。
- 男権妖怪・魔素裸男（ますらお） - 野添義弘（7話）

男は男らしく、女は女らしくという思いが強すぎる男がなった妖怪。「バイモグラ」というモグラを使い悟空を男らしくしようとしていたが、玉龍に阻止された。
- 女子妖怪・癒瑠不破（ゆるふわ） - 良田麻美（8話）

周りの人たちに愛されていた女性が心ならずなってしまった妖怪。本名は癒瑠田不破子（ゆるたふわこ）で600年前に八戒と同じ高校（人間と妖怪の共学校）に通っていた。人間の精気を吸い取りながら生きていたが、自ら成仏させてもらうために「ゴー・ダイ・ゴー」にやって来た。
- 勝組妖怪・勢令武狸帝（せれぶりてぃ） - 豊永利行（9話）

貧乏から勝ち組になった男がなった妖怪。悟浄以外の4人を勝ち組の幻想で惚けさせ悟浄を追い詰めたが、シャカパンの秘術により悟空たちが正気に戻ったため作戦は失敗に終わっている。
- 支配妖怪・華狸須魔（かりすま） - 大竹浩一（10話）

リーダーから転落した男がなった妖怪。雁須磨男（かりすまお）として天竺市の新市長になっている。そのカリスマ性で悟空たちを洗脳し、三蔵になりかわって悟空たちのリーダーになろうとしていた。
- 青春妖怪・斗恋出威（とれんでぃ） - 丸山優子（11話）

昔、三蔵にフラれた女がなった妖怪。吐息で悟空・悟浄・八戒の3人を雪だるまにした。
- 労働妖怪・腕慢（わんまん） - 三宅裕司（12話）

労働至上主義の妖怪。釈迦に成りすまし悟空たちを欺いていたが、最終回で本社の正社員（声・赤堀二英）として「ゴー・ダイ・ゴー」に現れ、妖怪だと見抜かれると釈迦の姿に戻り悟空たちに与えた徳を搾取した。
Season2
- 王様妖怪・勢委得守（せいいえす） - 栗原功平（1話）

周りの人をイエスマンにしてしまう妖怪。天竺テレビの新会長として「ゴー・ダイ・ゴー」2号店に現れた。
- 美人妖怪・蔑貧惨（べっぴんさん） - 瀬尾智美（2話）

上手なメイク術で男をたぶらかす妖怪。悟浄たちの合コン相手の1人・リンダリンコとして登場。
- 貧困妖怪・悪金我亡偉（おかねがない） - 西海健二郎（3話）

貧困などの責任を格差社会になすりつける妖怪。悟浄たちに貧困時代を思い出させ勝ち組に復讐させようとした。
- 連帯妖怪・絆津手易易音（きずなっていいね） - 長谷川恵美（4話）

孤独を恐れ繋がりを求める妖怪。オカリナの音色で相手を繋がりの世界へ連れて行く。
- 承認妖怪・孤己弐居留世（ここにいるよ） - 高橋修（5話）

老人の姿をしており、他人を認めることで相手の鼻を伸ばす。ヒノキオを使い経典を奪おうとしていた。
- 逃避妖怪・児磔刑毘陰（じたくけいびいん） - 仲井真徹（6話）

自分の殻に閉じこもっており、傷つくと逆ギレする妖怪。喫茶ゴー・ダイ・ゴーの新しいアルバイト・箱野中太郎（32歳）として登場。
- 本音妖怪・佛知自棄（ぶっちゃけ） - 大関真（7話）

見つめた相手に本音をぶっちゃけさせることで周囲をギスギスさせる妖怪。本社から視察に来た社員として登場。
- 愛情妖怪・亜威羅武優（あいらぶゆー） - 杉野なつ美（8話）

愛が深すぎて愛をこじらせた妖怪。3匹の子豚を使い経典を奪おうとした。実は生き別れになっていた八戒の実の母親だった。
- 不良妖怪・粗魂徒仔夜露死苦（そこんとこよろしく） - 出口哲也（9話）

昔ながらのヤンキーに憧れるオラオラな妖怪。三蔵の地元の高校の先輩。
- 怪物妖怪・悶守多亜斜怪人（もんすたーしゃかいじん） - 矢野奨吾（10話）

社会人になっても世間に溶け込めない妖怪。喫茶ゴー・ダイ・ゴーの新人研修社員として登場。相手を無理矢理モンスターに変身させる。
- 熟女妖怪・憂感魔堕夢（ゆうかんまだむ） - おぐちえりこ（11話）

裏切られても初恋の相手（玉龍）を思い続ける一途な妖怪。玉龍の十代の頃の恋人で10年来のメル友・五月みどり子として登場。

### ミニコーナー
- オッティ・オットマン - 音尾琢真

番組のエンディング曲を担当している、緊急来日した海外の大物ロック歌手らしき人物。レゲエ歌手のような風貌をしている。
- インタビュアー - 山本舞衣子

番組最後のミニコーナーで「オッティ・オットマン」へのインタビューを担当している。
Season2での対談相手
- 戸次重幸（1〜3話）
- 安田顕（4〜6話）
- 森崎博之（7〜9話）
- 大泉洋（10〜12話）

## 放送話数
Season1・Season2のサブタイトルは、いずれも曲のタイトルを用いている。
Season1
| 話数 | サブタイトル                   | 登場妖怪                             | 獲得徳数 | 合計徳数 |
| ---- | ------------------------------ | ------------------------------------ | -------- | -------- |
| 1    | JUMP                           | 電子妖怪・照火司怨（てれびじおん）   | 1徳      | 1徳      |
| 2    | 聖母（マドンナ）たちのララバイ | 母性妖怪・魔坐亞（まざあ）           | 1徳      | 2徳      |
| 3    | 毎日がスペシャル               | 占い妖怪・腐鳳中（ふぉーちゅん）     | 0徳      | 2徳      |
| 4    | 15の夜                         | 男子妖怪・茶威流怒（ちゃいるど）     | 2徳      | 4徳      |
| 5    | 秘密の花園                     | 執着妖怪・腑得酊朱（ふぇてぃっしゅ） | 1徳      | 5徳      |
| 6    | HERO                           | 正義妖怪・照恵魅寿（てーみす）       | 0徳      | 5徳      |
| 7    | Get Wild                       | 男権妖怪・魔素裸男（ますらお）       | 2徳      | 7徳      |
| 8    | 空と君のあいだに               | 女子妖怪・癒瑠不破（ゆるふわ）       | 3徳      | 10徳     |
| 9    | No.1                           | 勝組妖怪・勢令武狸帝（せれぶりてぃ） | 2徳      | 12徳     |
| 10   | 一番偉い人へ                   | 支配妖怪・華狸須魔（かりすま）       | 3徳      | 15徳     |
| 11   | 恋人がサンタクロース           | 青春妖怪・斗恋出威（とれんでぃ）     | 2徳      | 17徳     |
| 12   | だまって俺について来い         | 労働妖怪・腕慢（わんまん）           | 3徳      | 20徳     |

Season2
| 話数 | サブタイトル                   | 登場妖怪                                           | 思い出した経典の教え                                              |
| ---- | ------------------------------ | -------------------------------------------------- | ----------------------------------------------------------------- |
| 1    | ピースとハイライト             | 王様妖怪・勢委得守（せいいえす）                   | 信じることからはじめよう                                          |
| 2    | リンダリンダ                   | 美人妖怪・蔑貧惨（べっぴんさん）                   | 見た目も大事だけど中身も大事                                      |
| 3    | 宝くじは買わない               | 貧困妖怪・悪金我亡偉（おかねがない）               | お金がなくてもそこそこ幸せ                                        |
| 4    | 友達より大事な人               | 連帯妖怪・絆津手易易音（きずなっていいね）         | つながってもいいけど一人でもいい                                  |
| 5    | 僕はここにいる                 | 承認妖怪・孤己弐居留世（ここにいるよ）             | ほめられなくても生きていけます                                    |
| 6    | 世界をかえさせておくれよ       | 逃避妖怪・児磔刑毘陰（じたくけいびいん）           | 傷つくことを怖がらない                                            |
| 7    | secret base 〜君がくれたもの〜 | 本音妖怪・佛知自棄（ぶっちゃけ）                   | 言っていいことと悪いことがある                                    |
| 8    | やさしさに包まれたなら         | 愛情妖怪・亜威羅武優（あいらぶゆー）               | 愛せなくてもいい愛されなくてもいい ただ生きてさえいればそれでいい |
| 9    | 男の勲章                       | 不良妖怪・粗魂徒仔夜露死苦（そこんとこよろしく）   | 人生は中途半端でちょうどいい                                      |
| 10   | 名もなき詩                     | 怪物妖怪・悶守多亜斜怪人（もんすたーしゃかいじん） | 若者は大人から学ぼう 大人は若者から学ぼう                         |
| 11   | ドッキドキ!LOVEメール          | 熟女妖怪・憂感魔堕夢（ゆうかんまだむ）             | いついつまでも恋をしましょう                                      |
| 12   | さすらい                       | 親玉妖怪・閻魔体毛（えんまたいもう）               | 友だちとは仲良くしよう                                            |

Season3
| 話数 | サブタイトル                  |
| ---- | ----------------------------- |
| 1    | 好きなものを好きと言えない    |
| 2    | わたしだけ彼氏ができない      |
| 3    | 無料通話アプリが怖い          |
| 4    | 思春期のからだ                |
| 5    | 自分の名前が好きになれない    |
| 6    | なんで勉強しなきゃいけないの? |
| 7    | 自分の夢が見つからない        |
| 8    | あの子が苦手                  |
| 9    | おこづかいが足りない          |
| 10   | 反抗期のこころ                |
| 11   | 大人なんて信じられない!(前編) |
| 12   | 大人なんて信じられない!(後編) |

## スタッフ
- 脚本：相沢直
- キャラクターデザイン：よシまるシン
- 人形制作：スタジオ・ノーヴァ
- 操演：人形劇場だぶだぶ
- 美術：LOOP
- 撮影：ポジティヴワン
- 制作協力：30Frame
- 企画協力：アミューズ
- ディレクター：田中雄大
- 演出：石川智徹
- プロデューサー：荒木宏幸、杉本健志
- 制作（season2）：関佳史、星野高章、植松充伸、遠藤圭介、石山孝紀、波多美由紀、正木恭彦、江副純夫、奥原寛樹、竹内崇剛、鈴井亜由美、沼尻孝
- 制作著作：モンキーパーマ制作委員会（アミューズ、アミューズソフトエンタテインメント（Season1）、CREATIVE OFFICE CUE、ひかりTV、tvk、とちテレ、群テレ、テレ玉（Season3を除く）、チバテレ、三重テレビ、KBS京都、サンテレビ、OHK、テレバイダー・エンタテインメント、ザ・ワークス（Season3）、ローソンHMVエンタテイメント（Season3））

## オープニングテーマ
- オープニング曲 - 金剛地武志

## エンディングテーマ
Season1
- 40years - Ottey Ottoman（オッティ・オットマン）(1-11)
- 歩いて帰ろう - 斉藤和義、三蔵一行 (12)

Season2
- Trouble - Ottey Ottoman（オッティ・オットマン）(1-11)
- さすらい - 奥田民生、 三蔵一行(12)

Season3
- はじめてなんだ! - TEAM NACS(2-12)

第1話では未使用。

## 放送局

### Season1
| 放送対象地域  | 放送局                                     | 系列                                                         | 放送日時                 | 放送期間                      | 備考      |
| ------------- | ------------------------------------------ | ------------------------------------------------------------ | ------------------------ | ----------------------------- | --------- |
| 神奈川県      | テレビ神奈川（tvk）                        | JAITS （東名阪ネット6・5いっしょ3ちゃんねる加盟） 共同制作局 | 毎週木曜日 25:00 - 25:30 | 2013年10月10日 - 12月26日     |           |
| 埼玉県        | テレビ埼玉（TVS、テレ玉）                  | JAITS （東名阪ネット6・5いっしょ3ちゃんねる加盟） 共同制作局 | 毎週金曜日 25:00 - 25:30 | 2013年10月11日 - 12月27日     |           |
| 千葉県        | 千葉テレビ放送（CTC、チバテレ）            | JAITS （東名阪ネット6・5いっしょ3ちゃんねる加盟） 共同制作局 | 毎週土曜日 22:30 - 23:00 | 2013年10月12日 - 12月28日     |           |
| 群馬県        | 群馬テレビ（GTV、群テレ）                  | JAITS （5いっしょ3ちゃんねる加盟） 共同制作局                | 毎週月曜日 22:00 - 22:30 | 2013年10月14日 - 12月30日     |           |
| 栃木県        | とちぎテレビ（GYT、とちテレ）              | JAITS （5いっしょ3ちゃんねる加盟） 共同制作局                | 毎週火曜日 19:00 - 19:30 | 2013年10月15日 - 12月31日     |           |
| 三重県        | 三重テレビ放送（MTV）                      | JAITS （東名阪ネット6加盟） 共同制作局                       | 毎週日曜日 23:30 - 24:00 | 2013年10月13日 - 12月29日     |           |
| 京都府        | 京都放送（KBS京都）                        | JAITS （東名阪ネット6加盟） 共同制作局                       | 毎週土曜日 23:30 - 24:00 | 2013年10月12日 - 12月28日     |           |
| 兵庫県        | サンテレビジョン（SUN-TV、サンテレビ）     | JAITS （東名阪ネット6加盟） 共同制作局                       | 毎週土曜日 25:00 - 25:30 | 2013年10月12日 - 12月28日     |           |
| 北海道        | 札幌テレビ放送（STV）                      | 日本テレビ系列                                               | 毎週火曜日 24:59 - 25:29 | 2013年10月15日 - 2014年1月7日 |           |
| 岡山県 香川県 | 岡山放送（OHK）                            | フジテレビ系列 共同制作局                                    | 毎週水曜日 26:15 - 26:45 | 2013年10月16日 - 2014年1月8日 |           |
| 全国          | ひかりTV                                   | インターネットテレビ 共同制作局                              | 毎週火曜日 24:30 - 25:00 | 2013年10月15日 - 12月31日     |           |
| 山梨県        | テレビ山梨（UTY）                          | TBS系列                                                      | 毎週火曜日 25:33 - 26:03 | 2014年1月22日 - 4月9日        |           |
| 熊本県        | 熊本朝日放送（KAB）                        | テレビ朝日系列                                               | 毎週木曜日 26:00 - 26:30 | 2014年9月11日 -               |           |
| 岩手県        | IBC岩手放送（IBC）                         | TBS系列                                                      | 毎週月曜日 25:11 - 25:41 | 2014年12月1日 - 2015年2月16日 |           |
| 東京都        | 東京メトロポリタンテレビジョン（TOKYO MX） | JAITS                                                        | 毎週金曜日 25:05 - 25:35 | 2015年1月9日 - 1月30日        | MX1で放送 |
| 広島県        | 中国放送（RCC）                            | TBS系列                                                      | 毎週火曜日 26:10 - 26:40 | 2015年4月1日 -                |           |
| 全国          | ホームドラマチャンネル                     | CS放送                                                       | 毎週金曜日 25:15 - 25:45 | 2015年5月8日 -                |           |

### Season2
| 放送対象地域  | 放送局         | 系列                                                         | 放送日時                                                          | 放送期間                | 備考                                   |
| ------------- | -------------- | ------------------------------------------------------------ | ----------------------------------------------------------------- | ----------------------- | -------------------------------------- |
| 神奈川県      | tvk            | JAITS （東名阪ネット6・5いっしょ3ちゃんねる加盟） 共同制作局 | 毎週木曜日 25:00 - 25:30                                          | 2014年4月3日 - 6月19日  |                                        |
| 埼玉県        | テレ玉         | JAITS （東名阪ネット6・5いっしょ3ちゃんねる加盟） 共同制作局 | 毎週金曜日 24:30 - 25:00                                          | 2014年4月4日 - 6月20日  |                                        |
| 千葉県        | チバテレ       | JAITS （東名阪ネット6・5いっしょ3ちゃんねる加盟） 共同制作局 | 毎週日曜日 23:30 - 24:00                                          | 2014年4月6日 - 6月22日  |                                        |
| 群馬県        | 群馬テレビ     | JAITS （5いっしょ3ちゃんねる加盟） 共同制作局                | 毎週土曜日 21:30 - 22:00                                          | 2014年4月12日 - 6月28日 |                                        |
| 栃木県        | とちぎテレビ   | JAITS （5いっしょ3ちゃんねる加盟） 共同制作局                | 毎週木曜日 22:30 - 23:00                                          | 2014年4月10日 - 6月26日 |                                        |
| 三重県        | 三重テレビ     | JAITS （東名阪ネット6加盟） 共同制作局                       | 毎週日曜日 23:30 - 24:00                                          | 2014年4月6日 - 6月22日  |                                        |
| 京都府        | KBS京都        | JAITS （東名阪ネット6加盟） 共同制作局                       | 毎週土曜日 23:30 - 24:00                                          | 2014年4月5日 - 6月21日  |                                        |
| 兵庫県        | サンテレビ     | JAITS （東名阪ネット6加盟） 共同制作局                       | 毎週月曜日 19:25 - 19:55                                          | 2014年4月7日 - 6月30日  |                                        |
| 北海道        | 札幌テレビ放送 | 日本テレビ系列                                               | 毎週木曜日 25:29 - 25:59                                          | 2014年4月10日 - 6月26日 |                                        |
| 岡山県 香川県 | 岡山放送       | フジテレビ系列 共同制作局                                    | 毎週火曜日 25:45 - 26:15                                          | 2014年4月15日 - 7月1日  |                                        |
| 全国          | ひかりTV       | インターネットテレビ 共同制作局                              | 毎週月曜日 24:15 - 24:45                                          | 2014年4月7日 - 6月30日  |                                        |
| 青森県        | 青森テレビ     | TBS系列                                                      | 不定期放送                                                        | 2014年7月27日 -         |                                        |
| 東京都        | TOKYO MX       | JAITS                                                        | 毎週金曜日 20:30 - 21:00 毎週水曜日深夜24:30 - 25:00（第8話から） | 2015年1月9日 - 4月1日   | MX1で放送、放送時間変更に伴いMX2に移行 |
| 岩手県        | IBC岩手放送    | TBS系列                                                      | 毎週月曜日 25:11 - 25:41                                          | 2015年2月23日 -         |                                        |
| 石川県        | 北陸朝日放送   | テレビ朝日系列                                               | 毎週日曜日 6:00 - 6:30                                            | 2015年4月12日 - 6月28日 |                                        |

### Season3
Season3はテレ玉での放送がないため、東名阪ネット6・5いっしょ3ちゃんねるいずれの共同制作でもなくなる。
| 放送対象地域  | 放送局         | 系列                                                         | 放送日時                 | 放送期間                 | 備考   |
| ------------- | -------------- | ------------------------------------------------------------ | ------------------------ | ------------------------ | ------ |
| 神奈川県      | tvk            | JAITS （東名阪ネット6・5いっしょ3ちゃんねる加盟） 共同制作局 | 毎週木曜日 23:00 - 23:30 | 2015年7月9日 -           | [ 11 ] |
| 千葉県        | チバテレ       | JAITS （東名阪ネット6・5いっしょ3ちゃんねる加盟） 共同制作局 | 毎週月曜日 23:30 - 24:00 | 2015年7月13日 - 9月28日  | [ 12 ] |
| 群馬県        | 群馬テレビ     | JAITS （5いっしょ3ちゃんねる加盟） 共同制作局                | 毎週火曜日 23:30 - 24:00 | 2015年7月14日 -          |        |
| 栃木県        | とちぎテレビ   | JAITS （5いっしょ3ちゃんねる加盟） 共同制作局                | 毎週月曜日 22:30 - 23:00 | 2015年7月13日 -          |        |
| 三重県        | 三重テレビ     | JAITS （東名阪ネット6加盟） 共同制作局                       | 毎週日曜日 19:30 - 20:00 | 2015年7月12日 -          |        |
| 京都府        | KBS京都        | JAITS （東名阪ネット6加盟） 共同制作局                       | 毎週日曜日 22:00 - 22:30 | 2015年7月12日 -          |        |
| 兵庫県        | サンテレビ     | JAITS （東名阪ネット6加盟） 共同制作局                       | 毎週月曜日 19:25 - 19:55 | 2015年7月13日 -          |        |
| 岡山県 香川県 | 岡山放送       | フジテレビ系列 共同制作局                                    | 毎週水曜日 26:00 - 26:30 | 2015年7月15日 - 9月30日  |        |
| 全国          | ひかりTV       | インターネットテレビ 共同制作局                              | 毎週火曜日 24:30 - 25:00 | 2015年7月7日 - 9月22日   |        |
| 石川県        | 北陸朝日放送   | テレビ朝日系列                                               | 毎週日曜日 6:00 - 6:30   | 2015年7月26日 - 10月11日 |        |
| 北海道        | 札幌テレビ放送 | 日本テレビ系列                                               | 毎週木曜日 25:29 - 25:59 | 2015年9月17日 - 12月3日  | [ 13 ] |
| 岩手県        | IBC岩手放送    | TBS系列                                                      | 毎週金曜日 25:35 - 26:05 | 2016年1月15日 -          |        |